# Smok. Historia Bruce’a Lee
Smok. Historia Bruce’a Lee (ang. Dragon: The Bruce Lee Story) – amerykański film biograficzny opowiadający o życiu słynnego aktora i mistrza sztuk walki Bruce’a Lee. Film powstał w oparciu o książki Roberta Clouse Bruce Lee: The Biography i Lindy Lee Cadwell Bruce Lee: The Man Only I Knew.

## Główne role
- Jason Scott Lee – Bruce Lee
- Ong Soo Han – Luke Sun
- John Cheung – Johnny Sun
- Sven-Ole – Thorsen Demon
- Sterling Macer – Jerome Sprout jr.
- Luoyong Wang – Yip Man
- Ric Young – ojciec Bruce’a
- Lim Kay-tong – Philip Tan
- Nancy Kwan – Gussie Yang